# ビュイック・エンビジョン
エンビジョン (ENVISION)は、GMが製造しビュイックブランドで販売されているSUVである。 

## コンセプトカー
2011年4月18日、上海モーターショーにて「エンビジョン」を初公開。プラグインハイブリッドシステムを搭載したSUVコンセプトモデルで、上海GMとGMのPATAC（パン・アジア・テクニカル・オートモーティブ・センター）が開発した。

## 初代（2014年-）
2014年7月、中国にて市販モデルが初公開。同年10月より中国国内で発売が開始された。アンコールとアングレイブの間に位置するSUVで、中国語では「昂科威」と称される。
2016年1月、デトロイトモーターショーにて北米初公開。同年夏よりアメリカ国内で発売が開始された。中国で生産され、米国へ輸入される。
2017年11月22日、中国にてマイナーチェンジを実施。デザインが最新のものに変更されたほか、9速オートマチックトランスミッションが2.0L搭載車に採用された。
2018年2月、北米市場向けにマイナーチェンジを実施。
2019年11月20日、中国市場向けに二度目のマイナーチェンジを実施。2.0L SIDIターボチャージャーエンジンと9速ATを組み合わせる28Tと、1.5L SIDI直噴ターボチャージャーエンジンと7速DCTを組み合わせる20Tがラインナップされる。エクステリアもLEDヘッドライトの改良など、最新のビュイックデザインに変更された。

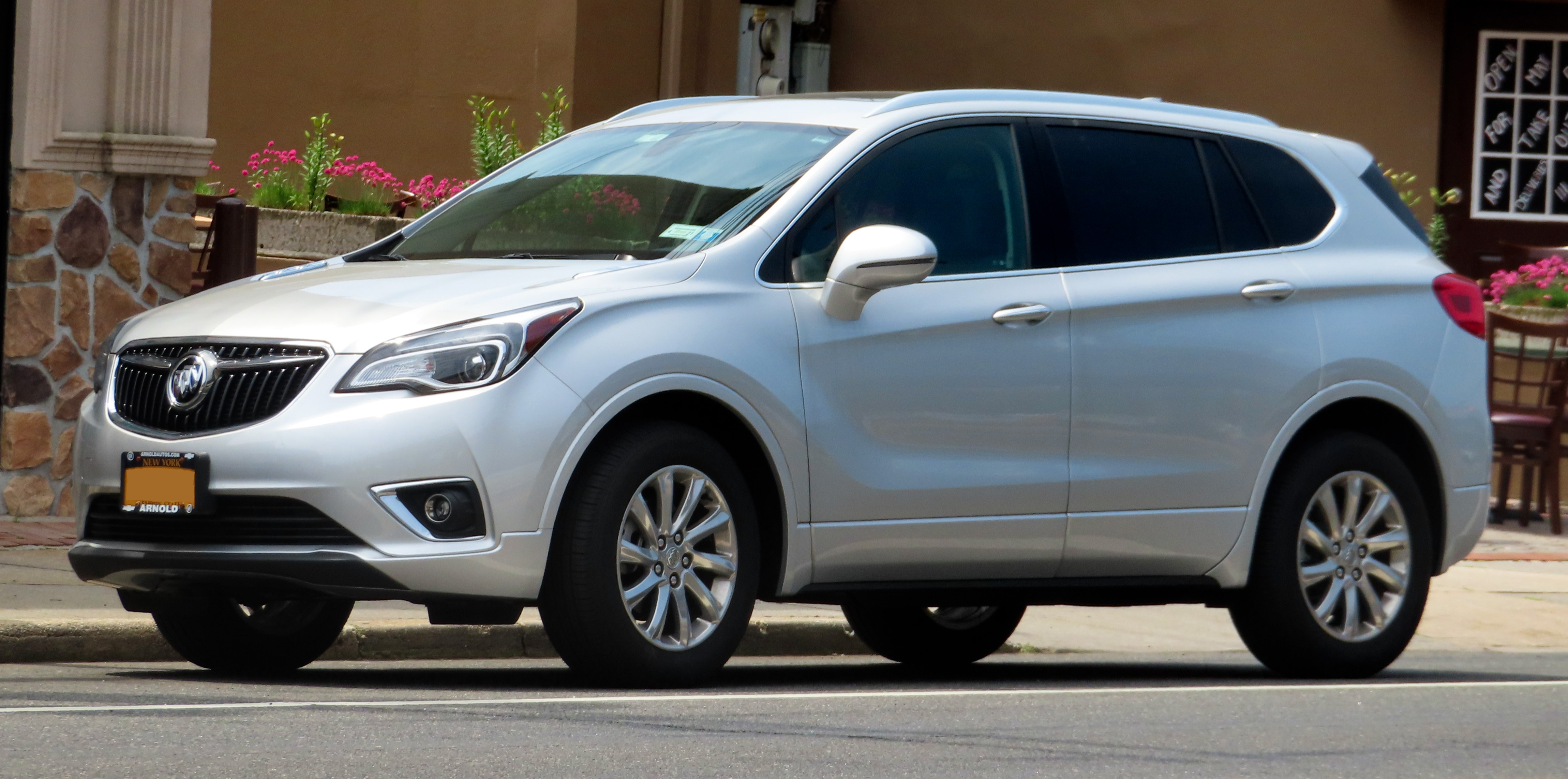
改良型（フロント）
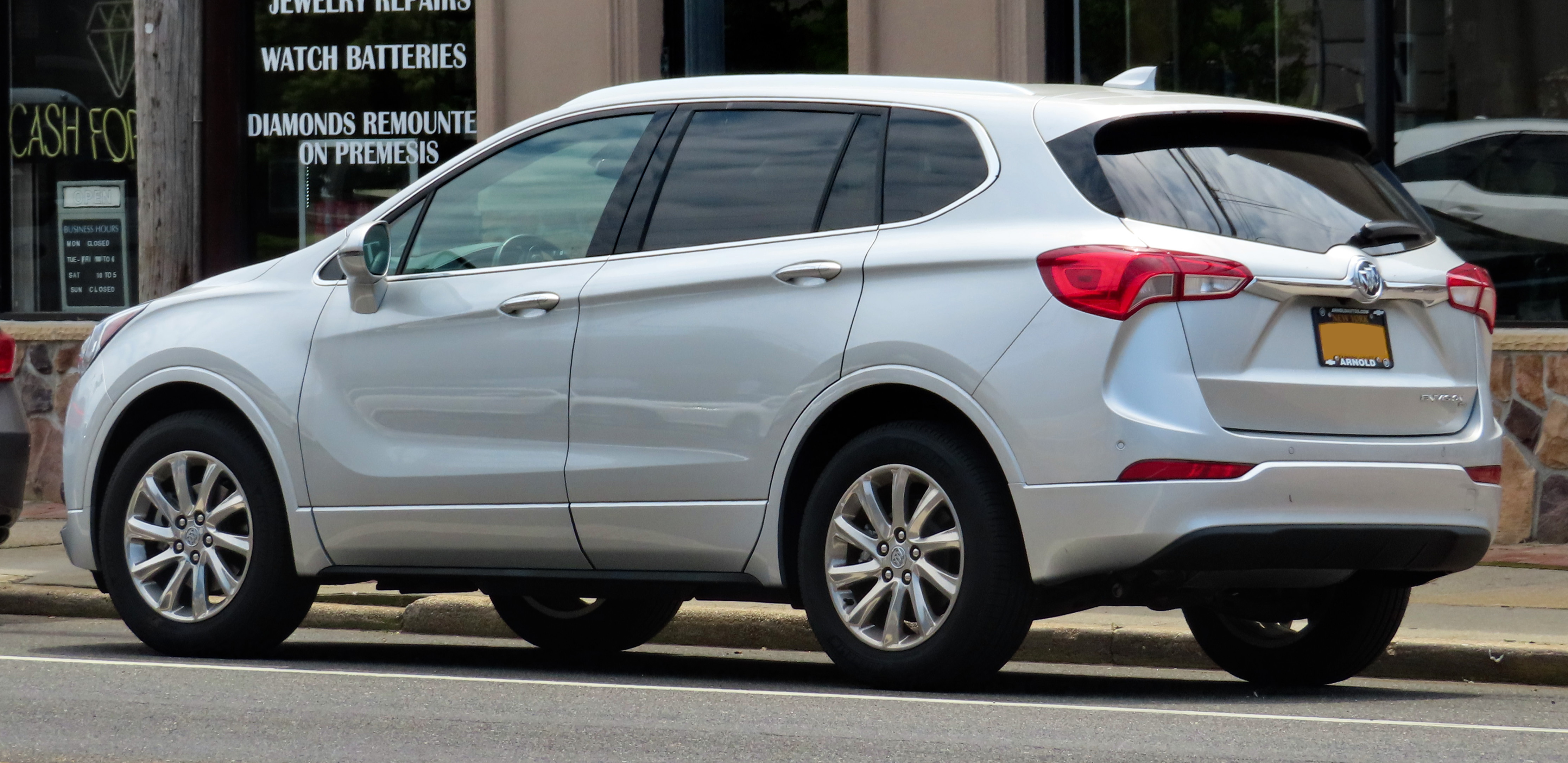
改良型（リア）
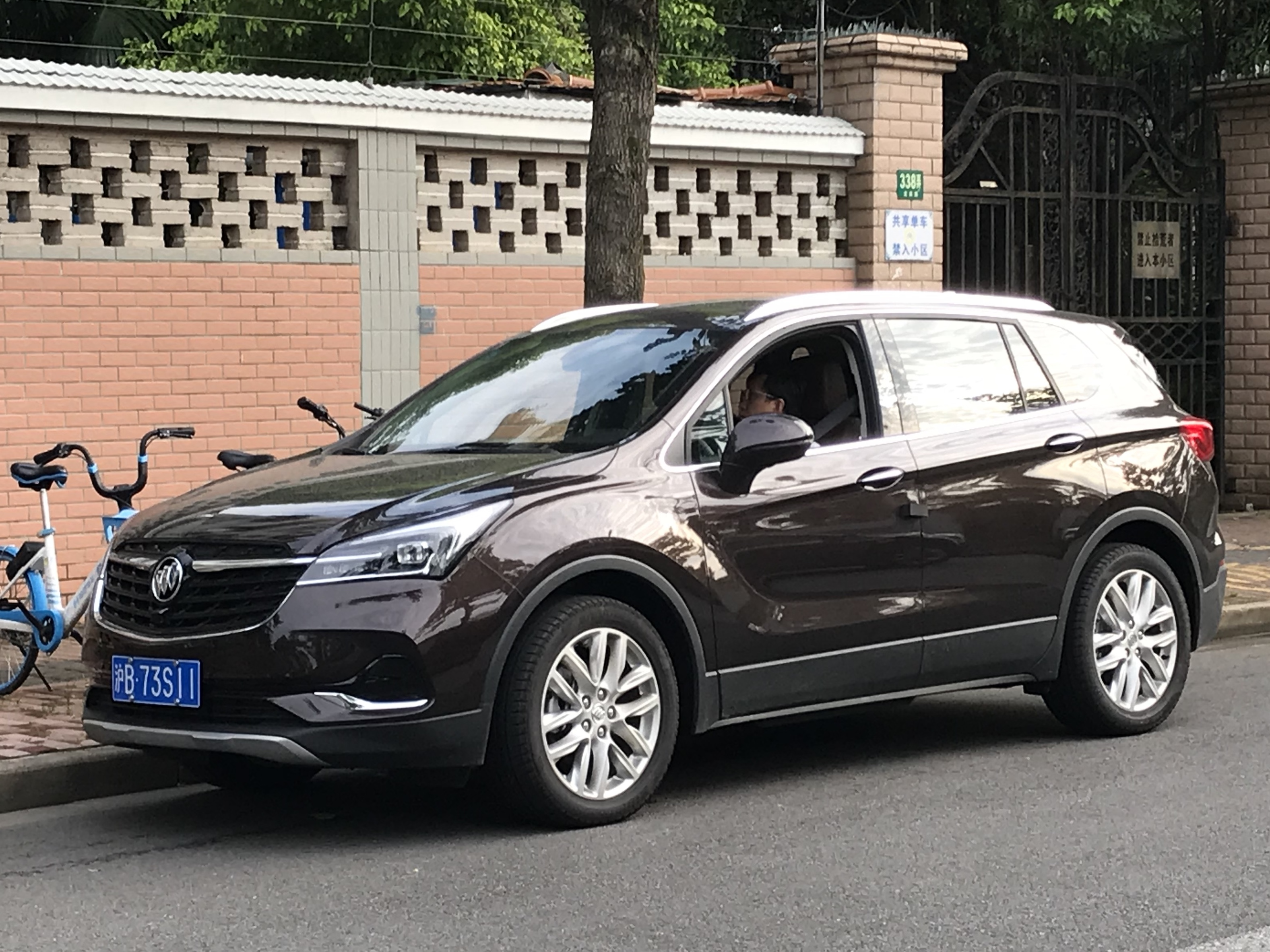
中国向け改良型2020年モデル
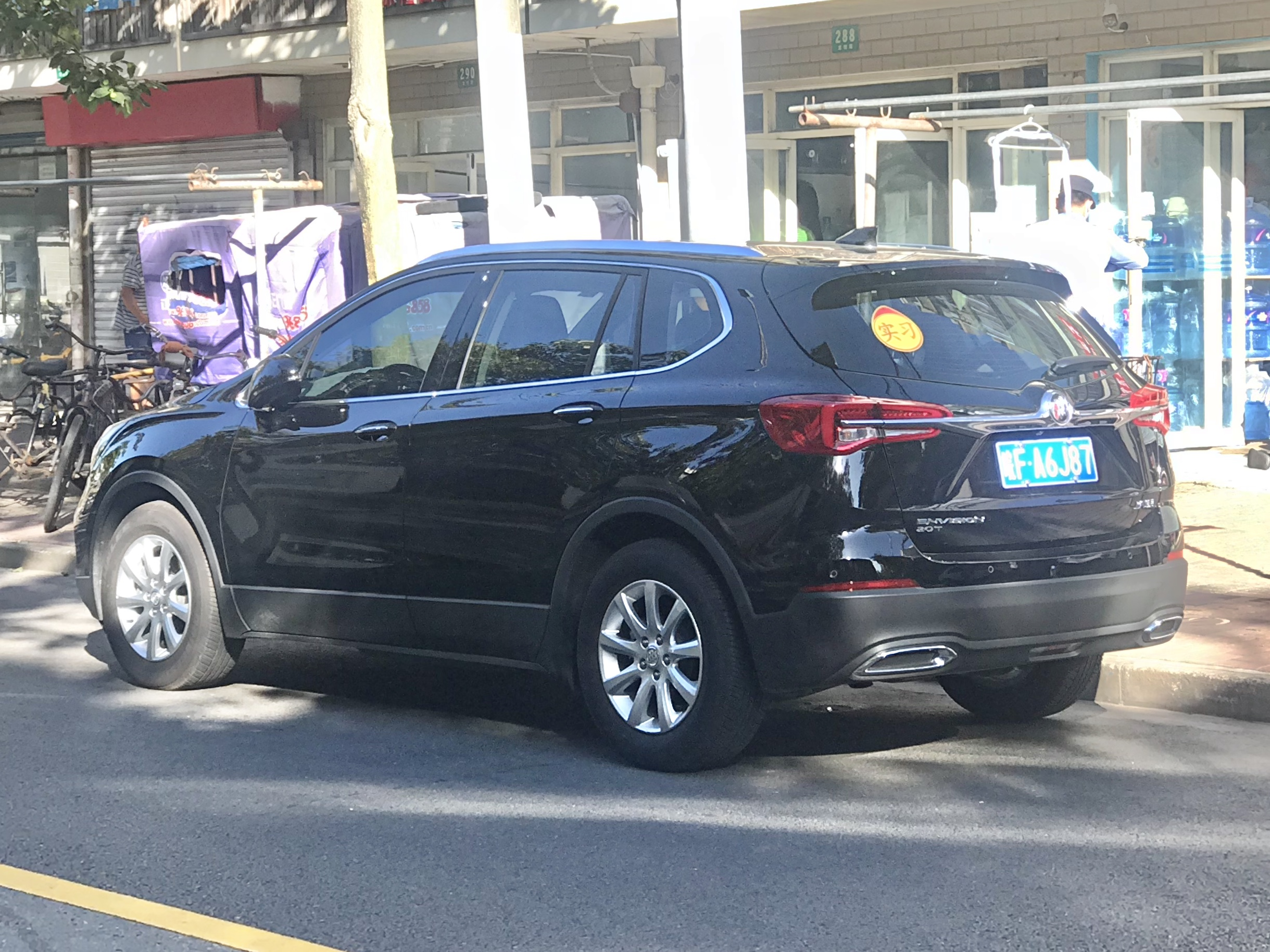
中国向け改良型2020年モデル

## 2代目（2020年-）
2020年5月29日、2代目エンビジョンを2021年初頭に米国で発売すると発表。
中国では初代エンビジョンと併売され、2代目は「エンビジョンS」と呼ばれる。

## 車名
「ENVISION」は、英語で「心に描く、直面する」という意味である。